# Yon González
Yon González (* 20. Mai 1986 in Bergara (Gipuzkoa) als Yon González Luna) ist ein spanischer Schauspieler. Unter anderem wurde er durch die Serien Grand Hotel (2011–2013) und Die Telefonistinnen bekannt.

## Filmographie (Auswahl)
- 2006: SMS, sin miedo a soñar (Fernsehserie, 185 Episoden)
- 2007–2010: The Boarding School (El internado)
- 2011–2013: Grand Hotel (Gran Hotel, Fernsehserie, 39 Episoden)
- 2015: Ab nach Deutschland (Perdiendo el norte)
- 2015–2016: Bajo sospecha (Fernsehserie, 18 Episoden)
- 2017–2020: Die Telefonistinnen (Las Chicas del Cable, Fernsehserie, 42 Episoden)